# Transformers Animated: The Game
Transformers Animated: The Game es un videojuego para la consola portátil Nintendo DS basado en la serie de televisión Transformers: Animated.

## Argumento
La historia se centra en los robots de la fábrica deshonesta y los episodios de Space Bridge que se pueden encontrar en la serie animada. La primera mitad tendría al jugador luchando contra los robots de seguridad deshonestos que se desbocaban en las fábricas de Sumdac, mientras que la segunda mitad haría que los Autobots siguieran a Megatron a través del Puente Espacial y dentro de Cybertron. Los actores de voz en la serie animada también prestaron sus voces a los personajes del videojuego.

## Jugabilidad
Si bien este juego presenta personajes y entornos tridimensionales, se juega principalmente en un plano bidimensional donde los personajes se mueven de izquierda a derecha o de arriba abajo. A diferencia de otros juegos basados en la franquicia Transformers, este es principalmente un juego de rompecabezas. Hay 25 niveles en total que se pueden encontrar en el juego, y tiene dos modos principales: modo de carrera y modo de misión. En el modo carrera, el jugador puede usar Bumblebee, Optimus Prime o Prowl para competir contra los enemigos o transformarse en modo robot para lanzar proyectiles a un enemigo para destruirlos.

### Modo misión
Existen los cuatro Autobots estándar que el jugador puede usar: Optimus Prime, Bulkhead, Prowl y Bumblebee. El jugador los guiará a través de varias etapas diferentes mientras resuelve rompecabezas en el camino. Cada Autobot tiene una habilidad especial que solo es exclusiva de ellos. Optimus Prime puede usar su hacha para lanzar a sus enemigos y puede usar su gancho de agarre para trepar las vigas de acero rojo repartidas por el juego. Bumblebee tiene sus aguijones que disparan rayos eléctricos contra los enemigos y cargan generadores para activar ciertos dispositivos. También es el único entre ellos que puede saltar y escalar paredes por su cuenta. Bulkhead tiene su bola de demolición que usa para lanzar contra enemigos y, siendo el más pesado de los tres, es el único lo suficientemente pesado como para pisar interruptores de plataforma que abren puertas y encienden otros dispositivos. Usar sus propias habilidades únicas para resolver las diferentes salas de rompecabezas es el juego central, que es similar a The Lost Vikings. Hay peleas de jefes en este juego donde el jugador es enviado para detener Lockdown y Megatron. Sin embargo, detener Megatron también implica un poco de resolución de acertijos en el que el jugador necesita utilizar los tres Autobots para derrotarlo.

### Personajes jugables
En su mayor parte, los Autobots Optimus Prime, Bumblebee, Bulkhead y Prowl son totalmente jugables.

## Recepción
El juego recibió una recepción promedio al momento del lanzamiento, ya que GameRankings le dio una puntuación del 71%, mientras que Metacritic le dio 69 de 100.